# Athroismeae
 Athroismeae  Panero, 2002 è una tribù di piante spermatofite dicotiledoni appartenenti alla famiglia delle Asteraceae (sottofamiglia Asteroideae).

## Etimologia
Il nome della sottotribù deriva dal suo genere più importante Athroisma la cui etimologia potrebbe derivare dalla parola greca "athro" (= affollato).
Il nome scientifico è stato definito per la prima volta dal botanico contemporaneo José L. Panero (1959-) nella pubblicazione "Proceedings of the Biological Society of Washington - 115(4): 917 (2002)" del 2002.

## Descrizione

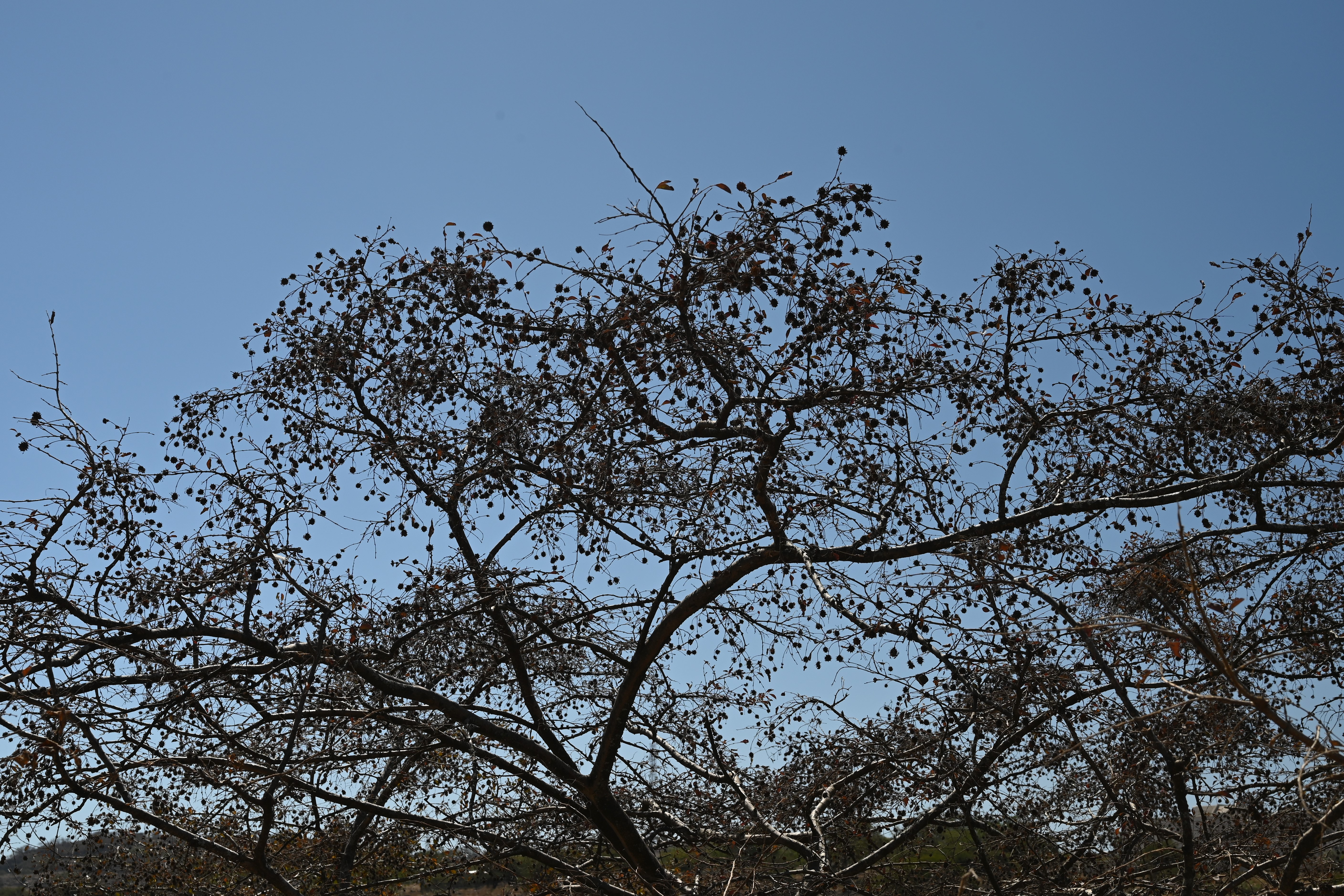
Il portamento
Blepharispermum hirtum

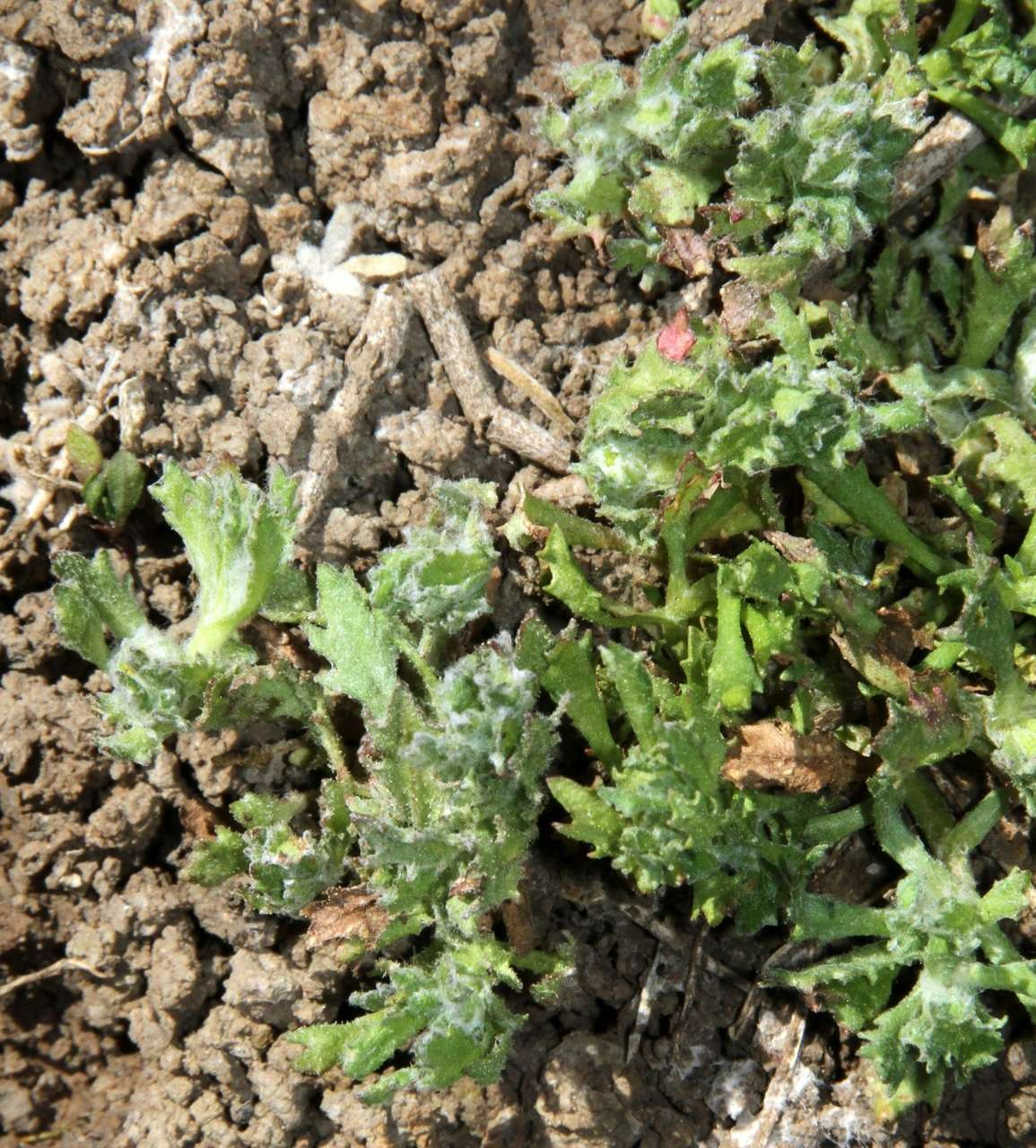
Le foglie
Centipeda nidiformis

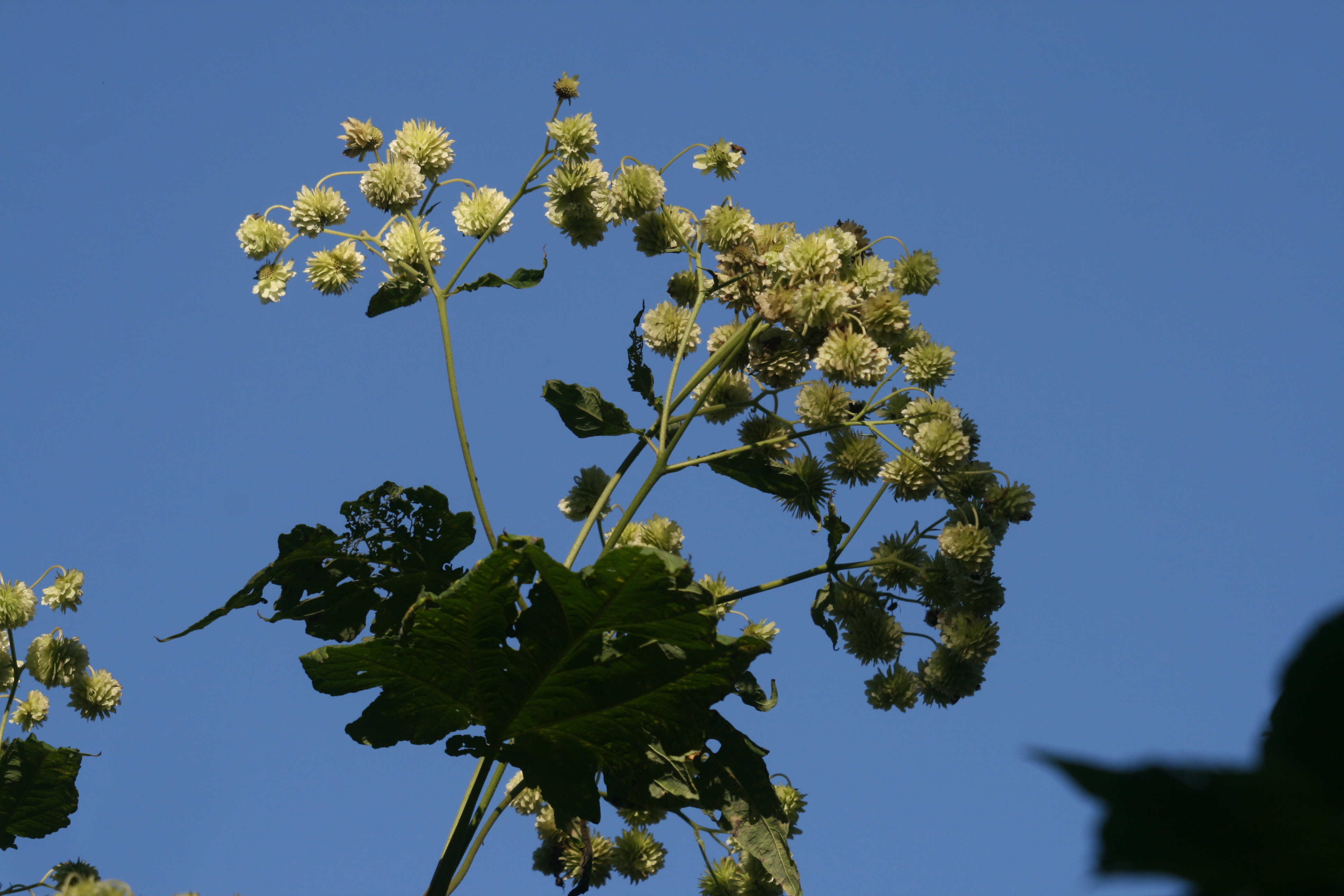
Infiorescenza
Blepharispermum petiolare

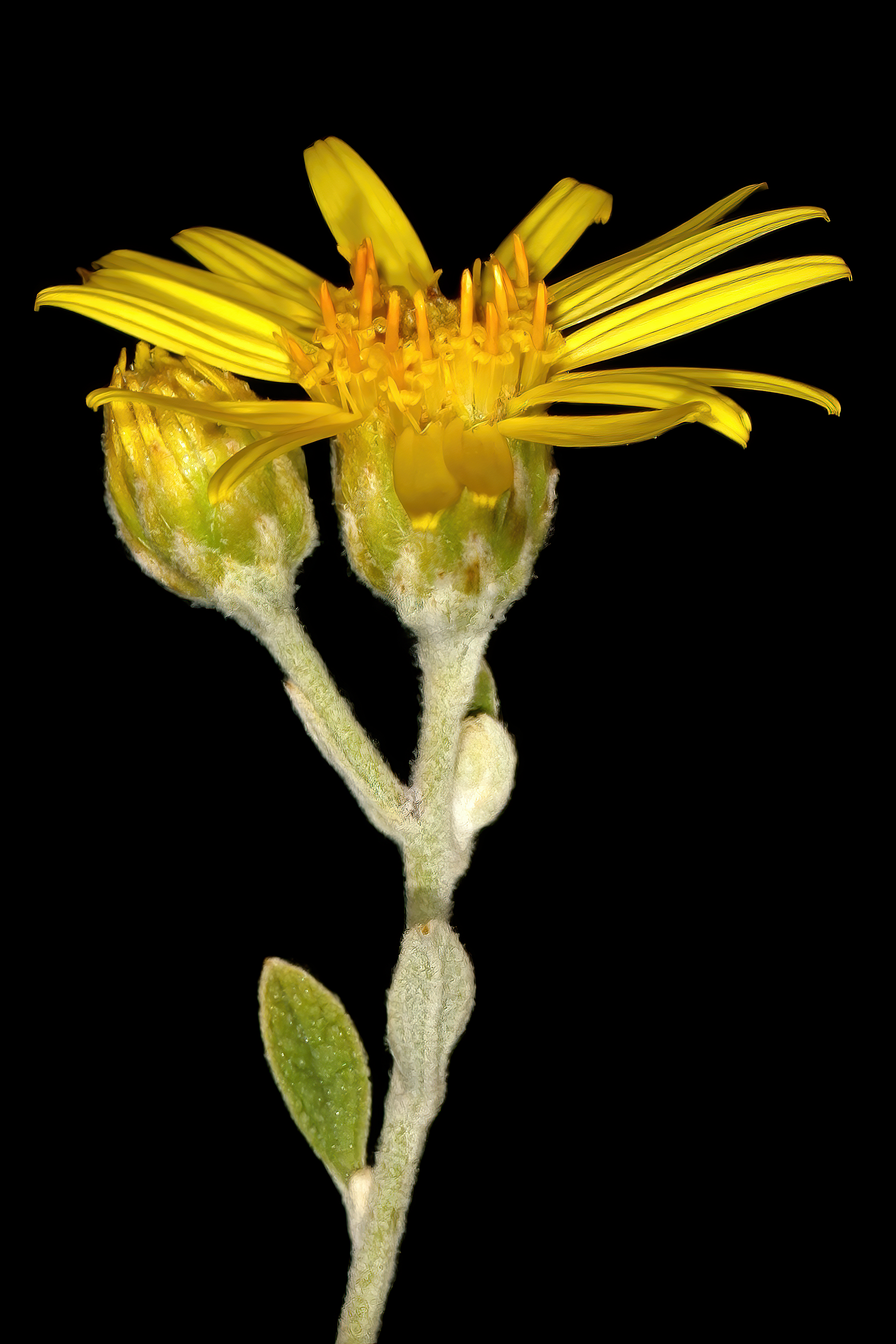
I fiori
Anisopappus junodii

Portamento. Le specie di questa tribù hanno un habitus erbaceo, arbustivo o di piccoli alberi; il ciclo biologico è annuale o perenne. Alcune specie sono aromatiche. Il portamento in genere è eretto ma a volte anche prostrato (Centipeda).
Fusto. La parte aerea in genere è eretta, semplice o ramosa. 
Foglie. Le foglie lungo il caule sono disposte in modo alterno o in alcuni casi sono fascicolate. Possono essere picciolate o sessili. Le facce abassiali delle foglie sono provviste di peli tricomi ghiandolari. La forma è di tipo intero, pennatifida o pennata con contorni da lanceolati a ovali.
Infiorescenza. Le infiorescenze (sinflorescenze) sono formate da capolini solitari (raramente in posizione ascellare), o raccolti in gruppi (tipo glomeruli o cime panicolate). I capolini possono essere sessili o peduncolati con forme da radiate a discoidi. Le infiorescenze vere e proprie sono formeate da un capolino, normalmente con fiori eterogami, composto da un involucro, con forme da campanulate (o globose) o emisferiche, formato da diverse brattee, al cui interno un ricettacolo fa da base ai fiori di due tipi: raggio e disco. Le brattee, piatte, a consistenza erbacea con dimensioni più o meno uguali oppure graduate con differenti lunghezze (disposizione embricata) si trovano su più serie (da 1 a 4); a volte sono assenti. Il ricettacolo è convesso o conico (in qualche specie può essere globoso o sub-globoso) con pagliette o senza pagliette a protezione della base dei fiori.
Fiori.  I fiori sono tetra-ciclici (formati cioè da 4 verticilli: calice – corolla – androceo – gineceo) e pentameri (calice e corolla formati da 5 elementi). Si distinguono in:
- fiori del raggio (esterni): sono femminili (qualche volta con un androceo) e sono disposti su una o più serie; la forma è ligulata (zigomorfa);
- fiori del disco si distinguono in periferici e centrali; quelli periferici sono femminili o ermafroditi oppure funzionalmente maschili con forme tubolari, raramente zigomorfe, altrimenti sono attinomorfi; quelli centrali sono ermafroditi con corolle campanulate e superfici glabre o pubescenti con peli ghiandolari tricomi.

- Formula fiorale:

*/x K {\displaystyle \infty }, [C (5), A (5)], G 2 (infero), achenio 
- Calice: i sepali del calice sono ridotti ad una coroncina di squame.

- Corolla:

- fiori del raggio: la forma della corolla alla base è più o meno tubulosa-imbutiforme, mentre all'apice è ligulata; la ligula può terminare con alcuni denti; il colore in genere è giallo;
- fiori del disco: la forma è tubulare bruscamente divaricata in 4-5 lobi; i lobi, patenti o eretti, hanno una forma deltata o più o meno lanceolata; i colori sono bianco, giallo o raramente porpora.

- Androceo: l'androceo è formato da 4-5 stami sorretti da filamenti generalmente liberi; gli stami sono connati e formano un manicotto circondante lo stilo; le teche (produttrici del polline) alla base sono troncate, possono essere speronate o hanno una coda ramificata; le appendici apicali delle antere hanno delle forme piatte e lanceolate; il tessuto endoteciale (rivestimento interno dell'antera) è quasi sempre polarizzato (con due superfici distinte: una verso l'esterno e una verso l'interno). Il polline è sferico con un diametro medio di circa 25 micron;  è tricolporato (con tre aperture sia di tipo a fessura che tipo isodiametrica o poro) ed è echinato (con punte sporgenti).

- Gineceo: l'ovario è infero uniloculare formato da 2 carpelli. Lo stilo (il recettore del polline) è profondamente bifido (con due stigmi divergenti) e con le linee stigmatiche marginali separate o contigue. I due bracci dello stilo hanno una forma da lanceolata a deltoide e possono essere papillosi o ricoperti da ciuffi di peli.

Frutti. I frutti sono degli acheni con pappo. Il colore è nero o marrone. La forma è ob-compressa o fusiforme. In alcune specie la superficie è percorsa da coste longitudinali, mentre in altre nella parte apicale del frutto proliferano delle celle spugnose, glabre o con ciglia anche ghiandolari tipo tricoma. Il pappo dei fiori fertili consiste in una coroncina di copie di tricomi, talvolta con gli apici incurvati; in altri casi il pappo è formato da poche scaglie libere oppure è assente.

## Biologia
Impollinazione: l'impollinazione avviene tramite insetti (impollinazione entomogama tramite farfalle diurne e notturne).

Riproduzione: la fecondazione avviene fondamentalmente tramite l'impollinazione dei fiori (vedi sopra).

Dispersione: i semi (gli acheni) cadendo a terra sono successivamente dispersi soprattutto da insetti tipo formiche (disseminazione mirmecoria). In questo tipo di piante avviene anche un altro tipo di dispersione: zoocoria. Infatti gli uncini delle brattee dell'involucro (se presenti) si agganciano ai peli degli animali di passaggio disperdendo così anche su lunghe distanze i semi della pianta. Inoltre per merito del pappo (se presente) il vento può trasportare i semi anche a distanza di alcuni chilometri (disseminazione anemocora).

## Distribuzione e habitat
Le specie di questa tribù si trovano in quasi tutti i continenti, esclusa l'Europa, e prediligono le zone tropicali. Le maggiori concentrazioni si hanno nella parte australe dell'emisfero terrestre. L'habitat più frequente sono i prati secchi, i boschetti ma anche i densi boschi.

## Sistematica
La famiglia di appartenenza di questa voce (Asteraceae o Compositae, nomen conservandum) probabilmente originaria del Sud America, è la più numerosa del mondo vegetale, comprende oltre 23.000 specie distribuite su 1.535 generi, oppure 22.750 specie e 1.530 generi secondo altre fonti (una delle checklist più aggiornata elenca fino a 1.679 generi). La famiglia attualmente (2021) è divisa in 16 sottofamiglie; la sottofamiglia Asteroideae è una di queste e rappresenta l'evoluzione più recente di tutta la famiglia.

### Filogenesi
La tribù di questa voce è una delle 21 tribù della sottofamiglia Asteroideae). Da un punto di vista filogenetico, la tribù Athroismeae fa parte del supergruppo "Asteroideae grade" (o supertribù "Asteroidae"); l'altro è il supergruppo "Non-Asteroideae" . All'interno del supergruppo fa parte del gruppo chiamato "Helianthodae" ed è vicina alle tribù Inuleae, Helenieae e Feddeeae.
Il gruppo "Helianthodae", chiamato anche “Heliantheae Alliance”, si distingue soprattutto per le brattee involucrali disposte su 1 – 3 serie, per le teche delle antere che sono spesso annerite e senza speroni e code, per la presenza di peli sotto la divisione dello stilo, per i rami dello stilo (gli stigmi) s'incurvano a maturità e per le appendici dello stilo che sono solitamente più corte della porzione stigmatica (tranne in Eupatoriaea).
Il gruppo è di recente costituzione tassonomica. Alcuni generi (soprattutto della sottotribù Athroisminae ) in passato erano descritti nella tribù Heliantheae, e prima ancora nella tribù Inuleae, questo in base ad alcune caratteristiche dell'achenio e del ricettacolo. Questa passata posizione tassonomica, in seguito ad alcuni studi molecolari del DNA, non viene più supportata ed anzi tali studi hanno dimostrato per questo gruppo una posizione di tipo “gruppo fratello” rispetto alle tribù sopraindicate. In particolare la tribù Athroismeae risulta “gruppo fratello” del gruppo “Heliantheae Alliance” (chiamato anche Phytomelanic cipsela caratterizzato dalla presenza nella cipsela di uno strato di fitomelanina), mentre al livello superiore insieme al “Heliantheae Alliance” è “gruppo fratello” della tribù Inuleae.
Il cladogramma tratto dallo studio citato  e semplificato, descrive l'attuale posizione della tribù nell'ambito della sottofamiglia. 
|  | Athroismeae                                                      |
|  |                                                                  |
|  | \| \| Fedeeae \| \| \| \| \| \| Heliantheae alliance \| \| \| \| |
|  |                                                                  |
|  | Fedeeae                                                          |
|  |                                                                  |
|  | Heliantheae alliance                                             |
|  |                                                                  |

|  | Fedeeae              |
|  |                      |
|  | Heliantheae alliance |
|  |                      |

|  | Athroismeae                                                      |
|  |                                                                  |
|  | \| \| Fedeeae \| \| \| \| \| \| Heliantheae alliance \| \| \| \| |
|  |                                                                  |
|  | Fedeeae                                                          |
|  |                                                                  |
|  | Heliantheae alliance                                             |
|  |                                                                  |

|  | Fedeeae              |
|  |                      |
|  | Heliantheae alliance |
|  |                      |

|  | Athroismeae                                                      |
|  |                                                                  |
|  | \| \| Fedeeae \| \| \| \| \| \| Heliantheae alliance \| \| \| \| |
|  |                                                                  |
|  | Fedeeae                                                          |
|  |                                                                  |
|  | Heliantheae alliance                                             |
|  |                                                                  |

|  | Fedeeae              |
|  |                      |
|  | Heliantheae alliance |
|  |                      |

|  | Athroismeae                                                      |
|  |                                                                  |
|  | \| \| Fedeeae \| \| \| \| \| \| Heliantheae alliance \| \| \| \| |
|  |                                                                  |
|  | Fedeeae                                                          |
|  |                                                                  |
|  | Heliantheae alliance                                             |
|  |                                                                  |

|  | Fedeeae              |
|  |                      |
|  | Heliantheae alliance |
|  |                      |

|  | Athroismeae                                                      |
|  |                                                                  |
|  | \| \| Fedeeae \| \| \| \| \| \| Heliantheae alliance \| \| \| \| |
|  |                                                                  |
|  | Fedeeae                                                          |
|  |                                                                  |
|  | Heliantheae alliance                                             |
|  |                                                                  |

|  | Fedeeae              |
|  |                      |
|  | Heliantheae alliance |
|  |                      |

|  | Athroismeae                                                      |
|  |                                                                  |
|  | \| \| Fedeeae \| \| \| \| \| \| Heliantheae alliance \| \| \| \| |
|  |                                                                  |
|  | Fedeeae                                                          |
|  |                                                                  |
|  | Heliantheae alliance                                             |
|  |                                                                  |

|  | Fedeeae              |
|  |                      |
|  | Heliantheae alliance |
|  |                      |

|  | Athroismeae                                                      |
|  |                                                                  |
|  | \| \| Fedeeae \| \| \| \| \| \| Heliantheae alliance \| \| \| \| |
|  |                                                                  |
|  | Fedeeae                                                          |
|  |                                                                  |
|  | Heliantheae alliance                                             |
|  |                                                                  |

|  | Fedeeae              |
|  |                      |
|  | Heliantheae alliance |
|  |                      |

|  | Athroismeae                                                      |
|  |                                                                  |
|  | \| \| Fedeeae \| \| \| \| \| \| Heliantheae alliance \| \| \| \| |
|  |                                                                  |
|  | Fedeeae                                                          |
|  |                                                                  |
|  | Heliantheae alliance                                             |
|  |                                                                  |

|  | Fedeeae              |
|  |                      |
|  | Heliantheae alliance |
|  |                      |

Attualmente la giustificazione di questa tribù è data quasi unicamente da analisi molecolari di tipo filogenetico, e risulta formata da 5 principali lignaggi (o cladi) circoscritti in 5 sottotribù. 
Il cladogramma seguente, tratto dallo studio citato e semplificato, mostra una possibile configurazione filogenetica dell'intera tribù (in base al tipo di DNA analizzato sono possibili altre strutture filogenetiche più o meno simili).
|  | Jalantziinae  |
|  |               |
|  | Lowryanthinae |
|  |               |

|  | Symphyllocarpinae |
|  |                   |
|  | Anisopappinae     |
|  |                   |

|  | Jalantziinae  |
|  |               |
|  | Lowryanthinae |
|  |               |

|  | Symphyllocarpinae |
|  |                   |
|  | Anisopappinae     |
|  |                   |

I caratteri principali per le specie di questa tribù sono:
- i capolini sono di tipo radiato o disciforme;
- i colori delle corolle sono giallo, bianco o grigio-bianco;
- il ricettacolo ha (o non ha)  le pagliette;
- gli acheni hanno il pappo.

### Composizione della tribù
La tribù " Athroismeae " comprende 5 sottotribù, 9 generi e 100 specie.
| Sottotribù                             | Nr. genere                                     | Nr. specie | Distribuzione                                                                               | Caratteri più significativi | Fiori |
| -------------------------------------- | ---------------------------------------------- | ---------- | ------------------------------------------------------------------------------------------- | --- | ----- |
| Anisopappinae Panero, 2005             | Un solo genere: Anisopappus Hook. & Arn., 1837 | 46         | Africa tropicale. Una sola specie (Anisopappus chinensis Hooker e Arnott si trova in Cina   | I capolini sono del tipo radiato. - Il colore delle corolle è giallo. - Il ricettacolo in prevalenza ha le pagliette. - Gli acheni hanno un pappo.                               |       |
| Athroisminae Panero, 2005              | 3                                              | 28         | Africa e Asia                                                                               | I capolini sono raccolti in compatti glomeruli. - Gli acheni sono neri (carbonizzati) e obcompressi.                                                                             |       |
| Jalantziinae Bengston & Razafim., 2024 | Un solo genere: Jalantzia D.J.N.Hind, 2024     | 2          | Endemismo del Madagascar                                                                    | I capolini, in sinflorescenze sono densamente corimbose, sono discoidi e omogami con pochi fiori. - La base dello stilo è a forma di bulbo. - I pappi hanno delle setole scabre. |       |
| Lowryanthinae Pruski & Anderb., 2017   | Un solo genere: Apodocephala Baker, 1885       | 11         | Endemismo del Madagascar                                                                    | L'habitus è di tipo arbustivo o piccoli alberi. - I fiori del raggio non sono presenti. - Il ricettacolo è provvisto di pagliette. - Il pappo è mancante.                        |       |
| Symphyllocarpinae Smoljan., 1960       | 3                                              | 12         | Australia, Nuova Zelanda, Asia (sud-est), Madagascar, Papua Nuova Guinea e America del sud. | Le foglie sono sessili. - I capolini sono del tipo disciforme. - Il ricettacolo è privo di pagliette. - Le corolle interne sono tetramere.                                       |       |

Nota: il genere Anisochaeta DC., 1836 composto da una sola specie (Anisochaeta mikanioides DC. distribuita nel  KwaZulu-Natal (una provincia del Sudafrica), pur risultando, da un punto di vista filogenetico, all'interno della tribù Athroismeae, è considerato "incertae sedis".